# Discografia de Carrie Underwood
Este anexo lista a discografia de Carrie Underwood, cantora de música country e pop dos Estados Unidos. Lançou quatro álbuns de estúdio. Lançou também quinze singles, onze videoclipes.
O seu álbum de estreia, Some Hearts, foi sete vezes certificado com platina, e foi o álbum de estreia mais vendido da história de Nielsen SoundScan. Some Hearts inclui três canções que alcançaram o topo da Billboard Country Songs nos Estados Unidos da América e no Canadá: "Jesus, Take the Wheel", "Wasted", a sua faixa com mais sucesso até agora, "Before He Cheats". "Don't Forget To Remember Me" esteve na primeira posição da Radio & Records. "Inside Your Heaven" foi o primeiro single a alcançar o topo da Billboard Hot 100.
O seu segundo álbum, Carnival Ride, foi lançado a 23 de Outubro de 2007 e vendeu mais de 3,3 milhões de cópias. Foi ainda, o seu primeiro álbum a atingir o topo da Billboard 200.
O terceiro álbum, Play On, foi lançado em novembro de 2009, alcançou o topo da Billboard 200 e vendeu cerca de 2,2 milhões de cópias. Do álbum saíram os hits #1: Cowboy Casanova, Temporary Home e Undo It. Possuí uma versão deluxe lançada apenas na Austrália - onde recebeu certificado de ouro - e Nova Zelândia. O disco bônus contém singles dos discos anteriores.
Blown Away é seu quarto álbum, foi lançado em maio de 2012 e vendeu 1,2 milhão de cópias no mesmo ano. Ficou 2 semanas no topo da Billboard 200 e 7 semanas não consecutivas no topo do chart de álbuns country. Este foi o primeiro álbum da cantora lançado no UK, estreando na 11ª posição. Contém os hits #1: Good Girl e Blown Away.
Nos Estados Unidos, ela já vendeu mais de 45 milhões de discos (15 milhões de álbuns e 31 milhões de singles), fazendo dela a vencedora do American Idol Mais Bem Sucedida. Mundialmente, ela já vendeu um total de mais de 65 milhões de discos, fazendo dela uma das artistas que mais venderam discos na história. Ela também está na Lista de recordistas de vendas de discos nos Estados Unidos, segundo a RIAA.

## Álbuns de estúdio
| Título                                                                                      | Detalhes | Melhores Posições | Melhores Posições | Melhores Posições | Melhores Posições | Melhores Posições | Melhores Posições | Melhores Posições | Melhores Posições | Vendas        | Certificações     |
| Título                                                                                      | Detalhes | EUA               | EUA Country       | CAN               | AUS               | IRL               | UK                | NZ                | SC                | Vendas        | Certificações     |
| ------------------------------------------------------------------------------------------- | --- | ----------------- | ----------------- | ----------------- | ----------------- | ----------------- | ----------------- | ----------------- | ----------------- | ------------- | ----------------- |
| Some Hearts                                                                                 | - Lançamento: 15 de Novembro 2005 - Gravadora: 19, Arista, Arista Nashville - Formatos: CD, Download digital | 2                 | 1                 | 11                | —                 | —                 | —                 | —                 | —                 | - : 7,450,000 | - CAN: 3× Platina |
| Carnival Ride                                                                               | - Lançamento: 23 de Outubro 2007 - Gravadora: 19, Arista Nashville - Formatos: CD, Download digital          | 1                 | 1                 | 1                 | —                 | —                 | —                 | —                 | —                 | - : 3,400,000 | - CAN: Platina    |
| Play On                                                                                     | - Lançamento: 3 de Novembro 2009 - Gravadora: 19, Arista Nashville - Formatos: CD, Download digital          | 1                 | 1                 | 2                 | 14                | 91                | 93                | —                 | —                 | - : 2,300,000 | - CAN: Platina    |
| Blown Away                                                                                  | - Lançamento: 1º de Maio 2012 - Gravadora: 19, Arista Nashville - Formatos: CD, Download digital             | 1                 | 1                 | 1                 | 4                 | 26                | 11                | 22                | 8                 | - : 1,701,300 | - CAN: Platina    |
| Storyteller                                                                                 | - Lançamento: 23 de Outubro 2015 - Gravadora: 19, Arista Nashville - Formatos: CD, Download digital          | 2                 | 1                 | 3                 | 4                 | 18                | 13                | 13                | 6                 | - : 700,000   | - EUA: Platina    |
| "—" denota lançamentos que não entraram nas tabelas ou não foram lançados nesse território. | |                   |                   |                   |                   |                   |                   |                   |                   |               |                   |

## Singles
| Ano  | Single                             | Posições   | Posições           | Posições | Posições | Posições | Posições  | Posições   | Posições    | Posições | Álbum                    |
| Ano  | Single                             | US Country | US Country Airplay | US       | US Pop   | US AC    | US Top 40 | US Airplay | CAN Country | CAN      | Álbum                    |
| ---- | ---------------------------------- | ---------- | ------------------ | -------- | -------- | -------- | --------- | ---------- | ----------- | -------- | ------------------------ |
| 2005 | "Inside Your Heaven"[B]            | 52         | —                  | 1        | 1        | 12       | —         | 4          | —           | 1        | Some Hearts              |
| 2005 | "Jesus, Take the Wheel"[C]         | 1          | —                  | 20       | 36       | 23       | —         | —          | 1           | 16       | Some Hearts              |
| 2005 | "Some Hearts"                      | —          | —                  | —        | —        | 12       | 22        | —          | —           | —        | Some Hearts              |
| 2006 | "Don't Forget to Remember Me"      | 2          | —                  | 49       | 77       | —        | —         | —          | 3           | 27       | Some Hearts              |
| 2006 | "Before He Cheats"[D]              | 1          | —                  | 8        | 9        | 6        | 5         | 4          | 1           | 4        | Some Hearts              |
| 2007 | "Wasted"                           | 1          | —                  | 37       | 54       | —        | —         | —          | 1           | 35       | Some Hearts              |
| 2007 | "So Small"                         | 1          | —                  | 17       | 23       | —        | —         | —          | 3           | 14       | Carnival Ride            |
| 2008 | "All American Girl"                | 1          | —                  | 27       | 50       | —        | —         | —          | 1           | 45       | Carnival Ride            |
| 2008 | "Last Name"                        | 1          | —                  | 19       | 37       | —        | 31        | —          | 3           | 34       | Carnival Ride            |
| 2008 | "Just a Dream"                     | 1          | —                  | 29       | —        | —        | —         | —          | 2           | 50       | Carnival Ride            |
| 2009 | "I Told You So" (com Randy Travis) | 2          | —                  | 9        | 25       | —        | —         | —          | 1           | 18       | Carnival Ride            |
| 2009 | "Cowboy Casanova"                  | 1          | —                  | 11       | —        | —        | 27        | —          | 2           | 16       | Play On                  |
| 2009 | "Temporary Home"                   | 1          | —                  | 41       | —        | —        | —         | —          | 18          | 30       | Play On                  |
| 2010 | "Undo It"                          | 1          | —                  | 23       | —        | —        | —         | 26         | —           | 43       | Play On                  |
| 2010 | "Mama's Song"                      | 2          | —                  | 56       | —        | —        | —         | —          | —           | 68       | Play On                  |
| 2012 | "Good Girl"                        | 1          | —                  | 18       | —        | —        | 20        | 17         | 1           | 21       | Blown Away               |
| 2012 | "Blown Away"                       | 2          | 1                  | 20       | —        | —        | 31        | 18         | 1           | 27       | Blown Away               |
| 2012 | "Two Black Cadillacs"              | 4          | 2                  | 41       | —        | —        | —         | 24         | 4           | 52       | Blown Away               |
| 2013 | "See You Again"                    | 7          | 2                  | 34       | —        | —        | —         | 22         | 2           | 45       | Blown Away               |
| 2014 | "Something in the Water"           | 1          | 3                  | 24       | —        | —        | —         | —          | 3           | 29       | Greatest Hits: Decade #1 |
| 2015 | "Little Toy Guns"                  | 6          | 2                  | 47       | —        | —        | —         | —          | 7           | 70       | Greatest Hits: Decade #1 |
| 2015 | "Smoke Break"                      | 4          | 2                  | 43       | —        | —        | —         | —          | 1           | 53       | Storyteller              |
| 2015 | "Heartbeat"                        | 2          | 1                  | 41       | —        | —        | —         | —          | 1           | 53       | Storyteller              |
| 2016 | "Church Bells"                     | 2          | 1                  | 41       | —        | —        | —         | —          | 1           | 53       | Storyteller              |

### Participações
| Ano  | Título                  | Artista         | Melhores posições | Melhores posições | Melhores posições | Certificações  | Álbum                         |
| Ano  | Título                  | Artista         | US Country        | US                | CAN               | Certificações  | Álbum                         |
| ---- | ----------------------- | --------------- | ----------------- | ----------------- | ----------------- | -------------- | ----------------------------- |
| 2011 | "Remind Me"             | Brad Paisley    | 1                 | 17                | 33                | - EUA: Platina | This Is Country Music         |
| 2013 | "Can't Stop Lovin' You" | Aerosmith       | —                 | —                 | —                 |                | Music from Another Dimension! |
| 2014 | "Somethin' Bad"         | Miranda Lambert | 1                 | 19                | 33                |                | Platinum                      |

### Singles Promocionais
| Ano  | Título                                 | Melhores Posições | Melhores Posições | Melhores Posições | Melhores Posições | Certificações        |
| Ano  | Título                                 | US Country        | US                | US AC             | CAN               | Certificações        |
| ---- | -------------------------------------- | ----------------- | ----------------- | ----------------- | ----------------- | -------------------- |
| 2007 | "I'll Stand By You"                    | 41                | 6                 | —                 | 10                |                      |
| 2008 | "Praying for Time"                     | —                 | 27                | —                 | 33                |                      |
| 2008 | "Just Stand Up!" (com vários artistas) | —                 | 11                | 17                | 10                | - EUA: Platina Dupla |
| 2009 | "Home Sweet Home"                      | 52                | 21                | —                 | 33                |                      |
| 2010 | "Change"                               | —                 | 109               | —                 | —                 |                      |
| 2010 | "There's a Place for Us"               | —                 | 107               | —                 | —                 |                      |
| 2013 | "Keep Us Safe"                         | 36                | —                 | —                 | —                 |                      |

### Outras canções
| Ano  | Single                                           | Melhor posições                | Melhor posições | Melhor posições | Melhor posições | Álbum                                    |
| Ano  | Single                                           | Estados Unidos Country Singles | EUA Billboard   | EUA Pop         | EUA AC          | Álbum                                    |
| ---- | ------------------------------------------------ | ------------------------------ | --------------- | --------------- | --------------- | ---------------------------------------- |
| 2005 | "Bless the Broken Road" (com Rascal Flatts)      | 50                             | —               | —               | —               | -                                        |
| 2005 | "Independence Day"                               | —                              | —               | 84              | —               | American Idol Season 4: The Showstoppers |
| 2007 | "Just a Dream"                                   | —                              | —               | 96              | —               | Carnival Ride                            |
| 2007 | "Do You Hear What I Hear"                        | 27                             | 90              | —               | 2               | Hear Something Country Christmas 2007    |
| 2008 | "Hark! The Herald Angels Sing"                   | 41                             | —               | —               | 14              | Carnival Ride                            |
| 2008 | "I'll Be Home for Christmas" (com Elvis Presley) | 54                             | —               | —               | —               | Christmas Duets (Elvis Presley)          |
| 2009 | "O Holy Night"                                   | 39                             | —               | —               | —               | Carnival Ride                            |
| 2009 | "The First Noel"                                 | 50                             | —               | —               | —               | Carnival Ride                            |
| 2009 | "What Child Is This?"                            | 51                             | —               | —               | —               | Carnival Ride                            |
| 2009 | "The More Boys I Meet"                           | 45                             | —               | —               | —               | Carnival Ride                            |

"—" não entrou na respectiva tabela musical.
Notas
- A ^ Posições no Canadian Singles Chart ("Inside Your Heaven"), Canadian BDS Airplay chart ("Jesus, Take the Wheel" e "Don't Forget to Remember Me"), e Canadian Hot 100.
- B ^ Singles que foram lançados na rádio.
- C ^ "Jesus, Take the Wheel" também se posicionou em #4 na Hot Christian Songs e #3 no Hot Christian Adult Contemporary, nos EUA.
- D ^ "Before He Cheats" permaneceu durante vinte semanas na Hot Country Songs depois de ter sido confirmado como single. A canção também alcançou a oitava posição no Canadian AC e CHR, e a segunda em Canadian Hot AC charts.
- E ^ Lançado apenas no iTunes.
- F ^ Single currente.

## Certificações
| Single                                | RIAA      | RIAA       | RIAA       | Music Canada | Music Canada | Music Canada |
| Single                                | CD Single | Digital    | Mastertone | CD Single    | Digital      | Ringtone     |
| ------------------------------------- | --------- | ---------- | ---------- | ------------ | ------------ | ------------ |
| "Inside Your Heaven"                  | Ouro      | Ouro       |            | 2× Platina   |              |              |
| "Jesus, Take The Wheel"               |           | 2× Platina | Platina    |              | Ouro         |              |
| "Before He Cheats"                    |           | 5× Platina | Platina    |              | Platina      | Ouro         |
| "Wasted"                              |           | Platina    |            |              |              |              |
| "So Small"                            |           | Platina    |            |              |              |              |
| "All-American Girl"                   |           | 2× Platina |            |              |              |              |
| "Last Name"                           |           | Platina    |            |              |              |              |
| "Just a Dream"                        |           | Platina    |            |              |              |              |
| "I Told You So (Com Randy Travis)"    |           | Platina    |            |              |              |              |
| "Cowboy Casanova"                     |           | 2× Platina |            |              | Ouro         |              |
| "Temporary Home"                      |           | Platina    |            |              |              |              |
| "Undo It"                             |           | Platina    |            |              |              |              |
| "Mama's Song"                         |           | Ouro       |            |              |              |              |
| "Remind Me (com Brad Paisley)"        |           | 2× Platina |            |              |              |              |
| "Good Girl"                           |           | 2× Platina |            |              | Platina      |              |
| "Blown Away"                          |           | 3× Platina |            |              | Platina      |              |
| "Two Black Cadillacs"                 |           | Platina    |            |              |              |              |
| "See You Again"                       |           | Platina    |            |              |              |              |
| "Somethin' Bad" (Com Miranda Lambert) |           | Platina    |            |              |              |              |
| "Something In The Water"              |           | Platina    |            |              |              |              |
| "Little Toy Guns"                     |           | Ouro       |            |              |              |              |

## Aparições em outros álbuns e trilhas sonoras
| Ano  | Música                       | Álbum                                                                            |
| ---- | ---------------------------- | -------------------------------------------------------------------------------- |
| 2007 | "Jesus, Take The Wheel"      | 2007 Grammy Awards Nominees                                                      |
| 2007 | "Ever Ever After"            | Encantada música-tema original                                                   |
| 2007 | "Oh Love"                    | 5th Gear (álbum de Brad Paisley)                                                 |
| 2007 | "Do You Hear What I Hear"    | Hear Something Country Christmas 2007                                            |
| 2008 | "Before He Cheats"           | 2008 Grammy Awards Nominees                                                      |
| 2008 | "So Small"                   | Beleza PuraTrilha Sonora Internacional                                           |
| 2008 | "I'll Be Home for Christmas" | Christmas Duets (álbum de Elvis Presley)                                         |
| 2009 | "Ever Ever After"            | Disney Box Office Hits                                                           |
| 2010 | "Before He Cheats"           | É POP! Coletânea lançada pela Som Livre                                          |
| 2010 | "So Small"                   | Mulher - Internacional 2010 Coletânea lançada pela Som Livre                     |
| 2010 | "There's A Place For Us"     | "As Crônicas de Nárnia - A Viagem do Peregrino da Alvorada" música-tema original |

## B-sides e faixas não-lançadas
| Ano  | Canção                | Álbum                                    | Informação                                                                                        |
| ---- | --------------------- | ---------------------------------------- | ------------------------------------------------------------------------------------------------- |
| 2005 | "Independence Day"    | American Idol Season 4: The Showstoppers | Lançado como B-side (Lado B) do single, "Inside Your Heaven".                                     |
| 2007 | "Sometimes You Leave" | Carnival Ride                            | Canção digital especial, lançada a 15 de Janeiro de 2008, parte de Sony BMG's Platinum MusicPass. |

## Vídeos musicais
| Ano  | Título                                | Director                        |
| ---- | ------------------------------------- | ------------------------------- |
| 2005 | "Jesus, Take the Wheel"               | Roman White                     |
| 2006 | "Don't Forget to Remember Me"         | Roman White                     |
| 2006 | "Before He Cheats"                    | Roman White                     |
| 2007 | "Wasted"                              | Roman White                     |
| 2007 | "So Small"                            | Roman White                     |
| 2007 | "Ever Ever After"[G]                  | Roman White                     |
| 2008 | "All-American Girl"                   | Roman White                     |
| 2008 | "Last Name"                           | Roman White                     |
| 2008 | "Just a Dream"                        | Roman White                     |
| 2009 | "I Told You So"[H]                    | Jim Yockey                      |
| 2009 | "Cowboy Casanova"                     | Theresa Wingert                 |
| 2010 | "Temporary Home"                      | Robert Deaton e George Flanigen |
| 2010 | "Undo It"                             | Chris Hicky                     |
| 2010 | "Mama's Song"                         | Shaun Silva                     |
| 2011 | "Remind Me (com Brad Paisley)"[I]     | Robert Deaton e George Flanigen |
| 2012 | "Good Girl"                           | Theresa Wingert                 |
| 2012 | "Blown Away"                          | Randee St Nicholas              |
| 2013 | "Two Black Cadillacs"                 | P. R. Brown                     |
| 2013 | "See You Again"                       | Eric Welch                      |
| 2014 | "Somethin' Bad (Com Miranda Lambert)" | Trey Fanjoy                     |

Notas
- G ^ Clipe gravado para a divulgação do álbum com a trilha sonora do filme "Encantanda".
- H ^ Clipe extraído de uma performance ao vivo no Grand Ole Opry, momentos antes de convidarem a Carrie para ser membro da instituição.
- I ^ Clipe do cantor Brad Paisley em parceria com a Carrie. Música do álbum 'This is Country Music'.